# Pedro Sacaze
 (mars 2019).
Si vous disposez d'ouvrages ou d'articles de référence ou si vous connaissez des sites web de qualité traitant du thème abordé ici, merci de compléter l'article en donnant les références utiles à sa vérifiabilité et en les liant à la section « Notes et références ».
Pedro Sacaze est un riche marchand de Nay dans les Pyrénées-Atlantiques, qui s'est par la suite installé à Saragosse en Espagne. 
Son gendre François de Béarn-Bonnasse est le commanditaire de la réalisation de la Maison Carrée à Nay, habitation de Pédro Sacaze.

## La Maison Carrée
La maison de Pedro Sacaze a été construite dans la première moitié de XVIe siècle. C’était une maison de type médiéval avec des aménagements de la Renaissance. Après un incendie en 1543, il récupère la maison de son voisin en 1550 afin de reconstruire et rénover les bâtiments accidentés pour ne former plus qu'une seule habitation.
Il meurt en 1556 à Nay. Il n’aura pas pu commencer son projet. C'est son gendre François de Bonasse qui le finalisera l’hôtel particulier unique en Aquitaine.  Il laissa dans des archives des témoignages de la vie luxueuse d'un marchand du XVIe siècle. Dans la cour intérieure de la Maison Carrée, sur la façade principale on trouve son portrait ainsi que celui de sa femme.